# Artur Blum
Artur Fryderyk Rudolf Blum (ur. 20 maja 1941 w Krakowie, zm. 15 maja 2021 tamże) – polski inżynier. 

## Życiorys
Doktor habilitowany nauk technicznych w zakresie wytrzymałości materiałów, profesor nadzwyczajny w Katedrze Wytrzymałości, Zmęczenia Materiałów i Konstrukcji na Wydziale Inżynierii Mechanicznej i Robotyki Akademii Górniczo-Hutniczej w Krakowie oraz Państwowej Wyższej Szkoły Zawodowej im. Stanisława Pigonia w Krośnie. 
Odznaczony Krzyżem Kawalerskim Orderu Odrodzenia Polski.
Pochowany na cmentarzu Batowickim w Krakowie (kw. CCXLVIII-płd.-8).

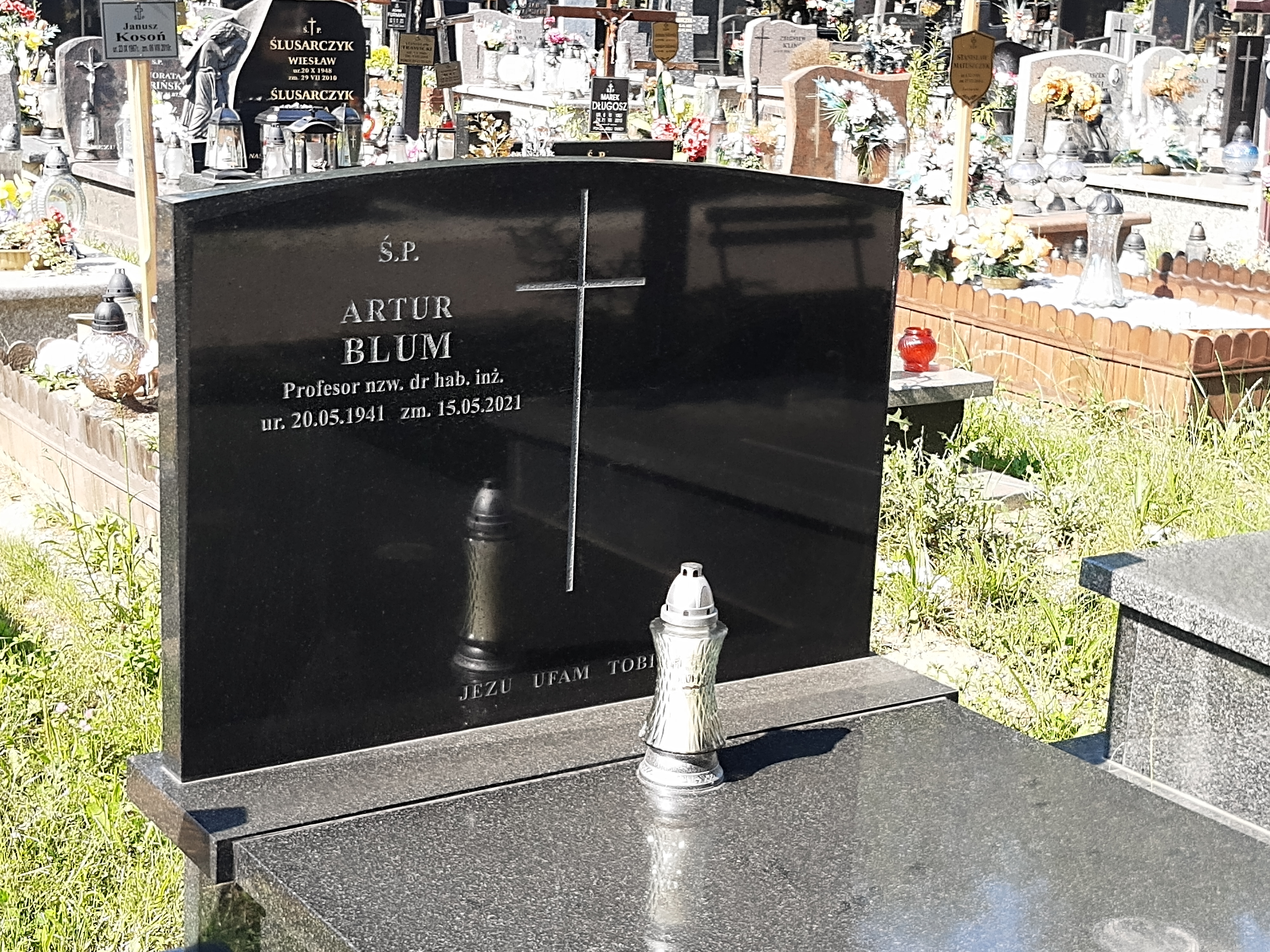
grób prof. Artura Bluma na cmentarzu Prądnik Czerwony w Krakowie